# Pikkelymintás álszajkó
A pikkelymintás álszajkó (Trochalopteron subunicolor) a madarak osztályának verébalakúak (Passeriformes) rendjébe és a Leiothrichidae családjába tartozó faj.

## Rendszerezése
A fajt Edward Blyth angol zoológus írta le 1843-ban. Sorolták a Garrulax nembe Garrulax subunicolor néven.

## Alfajai
- Trochalopteron subunicolor fooksi (Delacour & Jabouille, 1930)
- Trochalopteron subunicolor griseatum (Rothschild, 1921)
- Trochalopteron subunicolor subunicolor Blyth, 1843[2]

## Előfordulása
Ázsia déli részén, Bhután, Kína, India, Mianmar, Nepál és Vietnám területén honos. A természetes élőhelye a szubtrópusi vagy trópusi hegyi esőerdők és magaslati cserjések. Állandó, de nem megfelelő körülmények hatására, alacsonyabb területre vonul.

## Megjelenése
Testhossza 26 centiméter, testtömege 50–76 gramm.

## Életmódja
Rovarokkal és bogyókkal táplálkozik.

## Természetvédelmi helyzete
Az elterjedési területe nagy, egyedszáma csökken, de még nem éri el a kritikus szintet. A Természetvédelmi Világszövetség Vörös listáján nem fenyegetett fajként szerepel.